# Heidenberg (Roth)
Der Heidenberg ist ein 12 km² großer bewaldeter Höhenzug im mittelfränkischen Landkreis Roth in Bayern.

## Lage
Er liegt etwa fünf Kilometer südlich von Schwabach im gleichnamigen gemeindefreie Gebiet Heidenberg. Er befindet sich in Ost-West-Richtung zwischen den Gemeinden Kammerstein und Büchenbach. Nördlich grenzt es an das Stadtgebiet Schwabachs an und wird dort vom Mainbach begrenzt und entwässert. Zahllose temporär oder ganzjährig schüttende Quellen umgeben den Heidenberg auf einer Höhenstufe von 365 – 405 m ü. NN. Die Südflanke entwässert zur Aurach hin. Beide Gewässer fließen stets nach Osten hin ab und münden in die Rednitz als Vorfluter. 
Der Bergzug ragt bis zu 100 Meter über die umliegenden Täler hinaus; an vier Stellen übersteigen die Gipfel Höhen von über 450 m ü. NN. Bei sichtigem Wetter reicht der Blick dort bis zur Nürnberger Burg nach Norden hin, im Osten bis zum Dillberg und südlich bis zur Wülzburg bei Weißenburg hin.

## Geologie
Profil und geologische Schichtung des Heidenbergs (links ist Süd, rechts Nord)
Der Heidenberg ist ein Teil des mittelfränkischen Stufenlandes. Er besteht aus den Schichten des Oberen und Mittleren Burgsandsteins, einer Formation des mittleren Keuper aus dem Erdzeitalter der Trias. Den Abschluss an den Hangenden bilden die carbonatführenden Tone des Feuerletten. Dort trägt der Berg ein autochthones Vorkommen der Weißtanne, Abies alba.

## Historisches
Das Gebiet war bereits im Neolithikum besiedelt. Mehrere Bodendenkmäler sind ausgewiesen. In unmittelbarer Nähe finden sich Siedlungs- und Bestattungsplätze aus der Urnenfelderzeit und der Hallstattzeit. Zur Zeitenwende war das Gebiet der südlichste Ausläufer des Siedlungsgebietes der Narisker.
Zu römischer Zeit wurde die Besiedlung aufgegeben; der Limes war nur einen Tagesmarsch entfernt und die Zeiten wurden zu unruhig. Aus der Zeit der Völkerwanderung fehlen jegliche Befunde und setzen erst sporadisch in der karolingischen Zeit wieder ein. 
Eine wirtschaftliche Wiederbelebung erfuhr das Gebiet im 9. Jahrhundert. Auf dem Heidenberg befinden sich beispielsweise die Abschnittsbefestigung Eichelberg und der Burgstall Osterwiese. Dabei handelt es sich ursprünglich um Fliehburgen vor den bis 955 umherziehenden Ungarn. Weitere Siedlungs- und Bestattungsplätze vor- und frühgeschichtlicher Zeitstellung sind ebenfalls als Denkmäler qualifiziert.
Das Waldgebiet wurde im Mittelalter (9. bis zum Ende des 16. Jahrhunderts) von strategisch wichtigen Reichsstraßen durchquert, der Burgunder- und der Italerstraße. Könige, Adelige, Krieger, Handelszüge der Kaufleute, aber auch Pilger und Bettler waren auf diesen Straßen unterwegs. Die tief ausgewaschenen Hohlwege, auf denen einst die Fuhrwerke und Pferdegespanne auf dem Weg in die Reichsstadt Nürnberg unterwegs waren, sind noch heute erhalten. An den tödlichen Unfall eines Fuhrmannes dort erinnert heute noch der Kreuzstein. (Sagenstation 14)

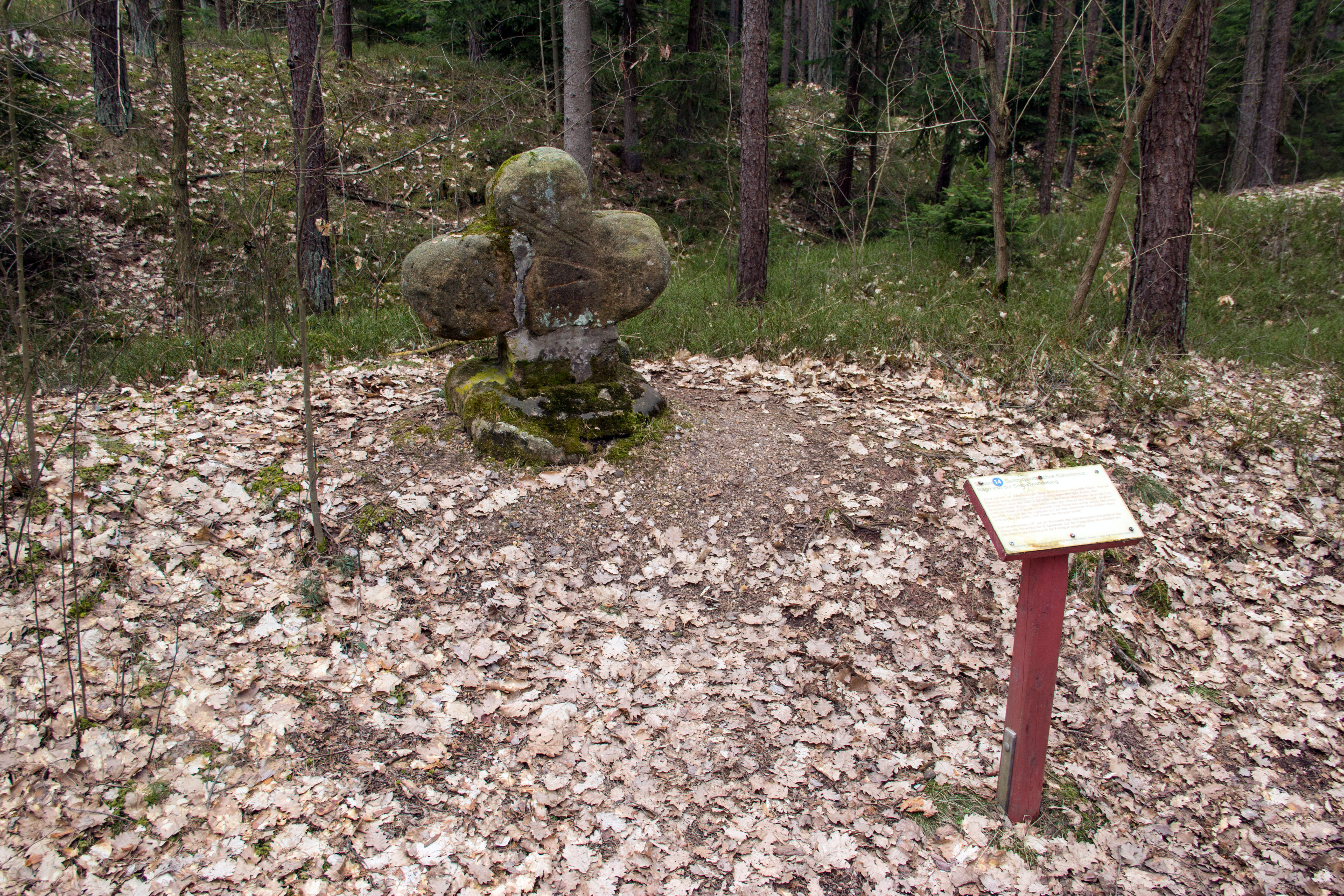
Kreuzstein am Heidenberg

Auf dem Gemeindegebiet von Büchenbach steht der sagenhafte Herzog-Ernst-Stein. Es handelt sich um einen unscheinbaren Sandstein von 60 cm Höhe und einer Grundfläche von 40 × 40 cm auf einem quadratischen Fundamentstein. Er ist der Rest eines Sühnekreuzes, das um 1400 an der Verbindungsstraße Haag-Ungerthal errichtet wurde. Der Stein wurde erstmals im Jahre 1417 anlässlich eines Waldverkaufs urkundlich erwähnt. Einer Legende nach erinnert der Stein an die Stelle, an der Herzog Ernst während der Zeit der Ungarneinfälle (von 899 bis 955) ums Leben kam. Er wurde von einem Ungarn mit einer Armbrust durch sein Helmvisier tödlich getroffen. (Sagenstation 18)
Zur Zeit Karls des Großen gehörte der Wald zum Reichsforst des Königshofs Schwabach. Später wurde die Gegend zum Schauplatz für hochherrschaftliche Jagden und zur Hirschhege ausgebaut – eine Plage für die damaligen Bauern. Nach Übernahme der Herrschaft durch die Preußen in Ansbach (1791) wurden alle Hirsche getötet.
Das bayerische Urkataster von 1808 lässt 500 Meter westlich von Götzenreuth, am südlichen Ausläufer des Heidenbergs, dem Steinbuck, einen alten Steinbruch erkennen. Das Gebiet ist heute als Geotop Nummer 576A005 ausgewiesen. Ein weiteres Geotop besteht unter Nr. 576A002 Bergholz Hierlach 500 Meter nordöstlich von Kühedorf, ebenfalls ein ehemaliger Steinbruch, der erst im 19. Jahrhundert betrieben wurde.

## Sagenwanderweg

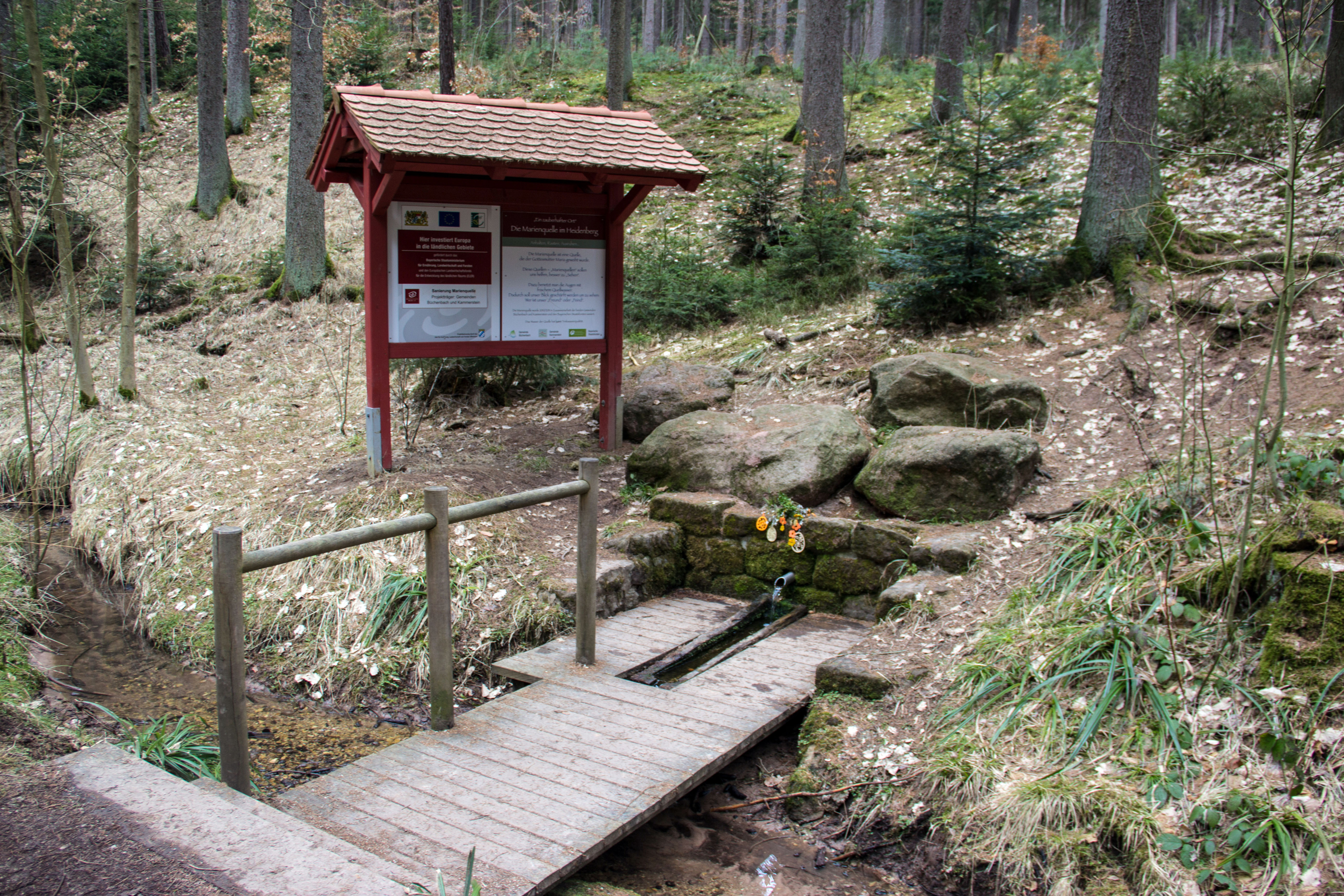
Schautafel des Sagenwanderweges

Am Heidenberg befindet sich der mit Text- und Bildtafeln ausgestatteter Sagenwanderweg mit mehr als 22 Stationen. Startpunkte der 14 Kilometer langen Strecke sind sowohl in Kühedorf als auch in Kammerstein.
Einer Sage nach soll am Heidenberg der Hunnenkönig Attila begraben liegen. (Sagenstation 19)
Auf einer Lichtung im Wald, der Ofenplatte, wird jährlich, am ersten Wochenende im Mai, das Sagenfest gefeiert.

## Sonstiges

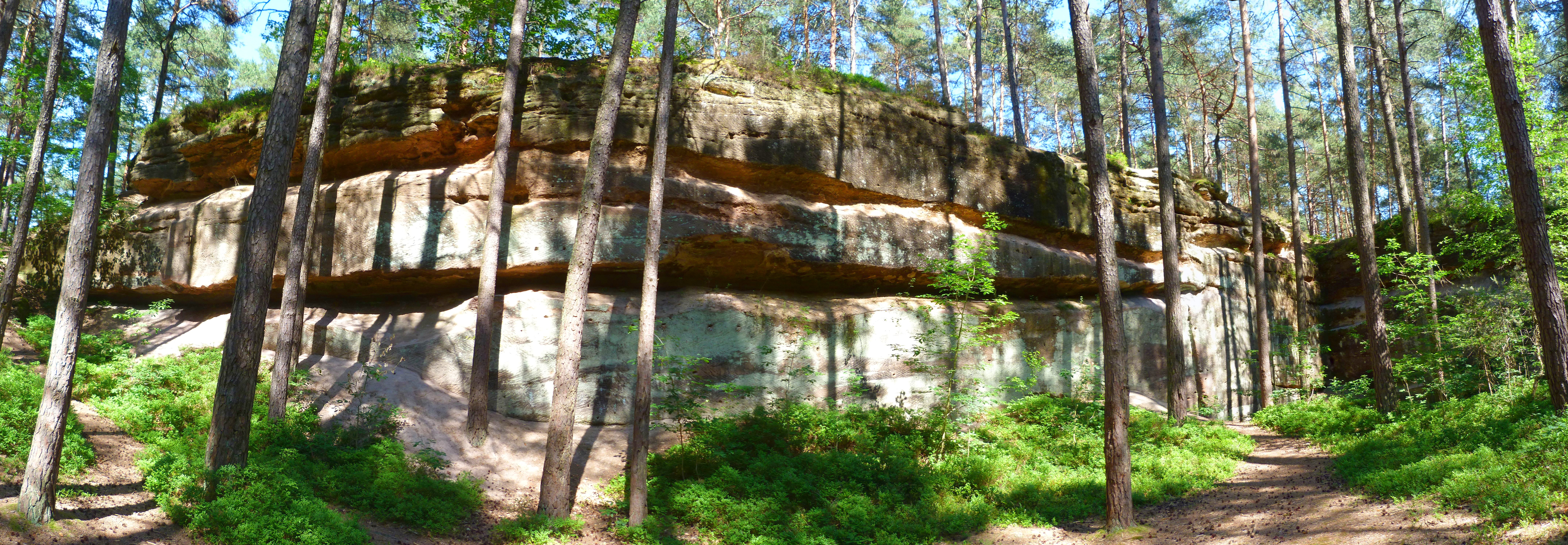
Ehemalige Steinbrüche bei Kühedorf

Auf dem Berg stehen zwei Sendetürme, der Mast des Senders Heidenberg ist 200 Meter hoch.
Das gesamte Gebiet des Heidenberges ist Landschaftsschutzgebiet.
Südlich des Heidenbergs liegt der Flugplatz Schwabach-Heidenberg.
Anfang des Jahres 2010 wurde unter dem Namen JFG Heidenberg eine Fußballgemeinschaft im Juniorenbereich gegründet; diese besteht aus dem TV 21 Büchenbach, dem SV Pfaffenhofen und der TSV Rothaurach.